# Mosina, Hạt Stargard
Mosina [mɔˈɕina] (tiếng Đức: Mössin) là một ngôi làng thuộc khu hành chính của Gmina Dobrzany, thuộc hạt Stargard, West Pomeranian Voivodeship, ở phía tây bắc Ba Lan. Nó nằm khoảng 6 kilômét (4 mi) phía tây bắc Dobrzany, 23 km (14 mi) về phía đông của Stargard và 52 km (32 mi) về phía đông của thủ đô khu vực Szczecin.